# Rhamni

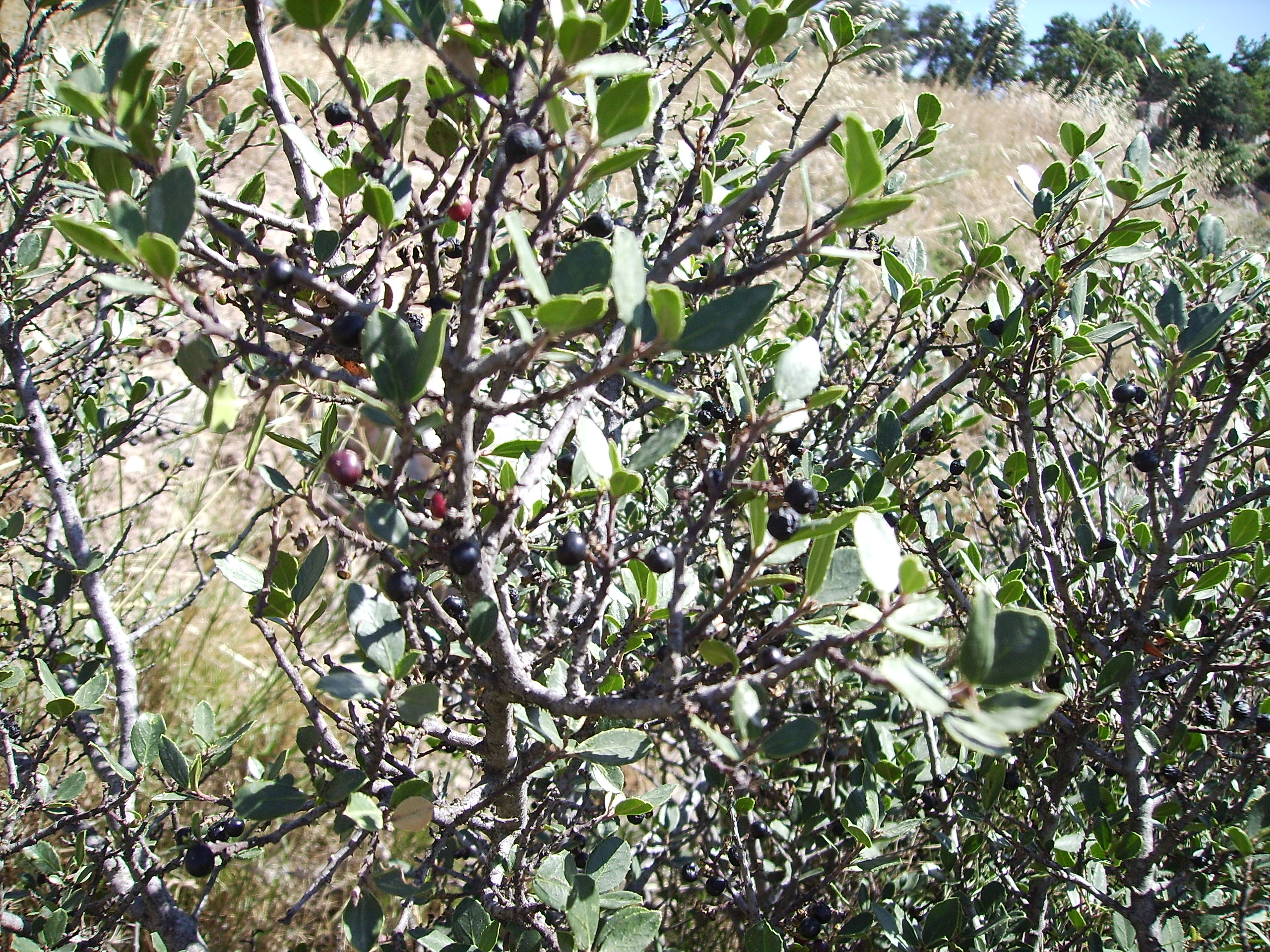
Rhamnus

Rhamni, na classificação taxonômica de Jussieu (1789), é uma ordem botânica da classe Dicotyledones, Monoclinae (flores hermafroditas ), Polypetalae ( corola com duas ou mais pétalas) e estames perigínicos (quando os estames estão inseridos à volta do nível do ovário).
Apresenta os seguintes gêneros:
- Staphylea, Evonymus, Polycardia, Celastrus, Myginda, Goupia, Rubentia,  Cassine, Schrebera, Ilex, Prinos, Mayepea, Samara, Rhamnus, Ziziphus, Paliurus, Colletia, Ceanothus, Hovenia, Phylica, Brunia, Bumalda, Gouania, Plectronia, Carpodetus, Aucuba, Votomita.